# Cercyon matthewsi
Cercyon matthewsi är en skalbaggsart som beskrevs av Ales Smetana 1978. Cercyon matthewsi ingår i släktet Cercyon och familjen palpbaggar. Inga underarter finns listade i Catalogue of Life.